# Insurgència iraquiana després de 2011
La insurgència iraquiana després de 2011 és la continuació de la insurgència després de la retirada de les tropes dels Estats Units.
La insurgència iraquiana després de la retirada de les tropes dels Estats Units apostades al país va ser inicialment una resposta per part de grups iraquians contra els Estats Units després de l'Ocupació de l'Iraq el 2003. Aquesta insurrecció va augmentar des de la retirada de les tropes nord-americanes de l'Iraq al desembre de 2011, resultant en un conflicte violent amb el govern central, així també com en violència sectària entre els grups religiosos de l'Iraq.
Des de la retirada de les tropes, els nivells de violència varen augmentar, els grups militars sunnites van incrementar els seus atacs en contra de la població xiïta per soscavar la confiança en el govern liderat per Nuri al-Maliki, i els seus esforços per protegir a les persones que ells diuen no compten amb el suport dels Estats Units. Els grups armats a l'Iraq han servit de suport durant la guerra civil siriana en contra del règim del president sirià Baixar al-Assad.
La Insurrecció iraquiana es compon d'una barreja diversa de milícies, que s'oposen a les Forces Armades Iraquianes, i al govern iraquià del president Nuri Al Maliki. La lluita dels insurgents té lloc mitjançant els conflictes armats amb les forces dels Estats Units i la coalició armada internacional. Tanmateix també hi ha brots de violència sectària entre els diferents grups ètnics de la població. Els insurgents estan involucrats en un tipus de guerra asimètrica i fan servir tàctiques de desgast contra el govern iraquià recolzat pels EUA i les forces dels EUA. Els insurgents sunnites porten a terme atacs contra les milícies xiites. La resistència es compon de partidaris de l'antic president Saddam Hussein i el Partit Baas, així com de gihadistes iraquians i sirians.

## Cronologia

### 2011

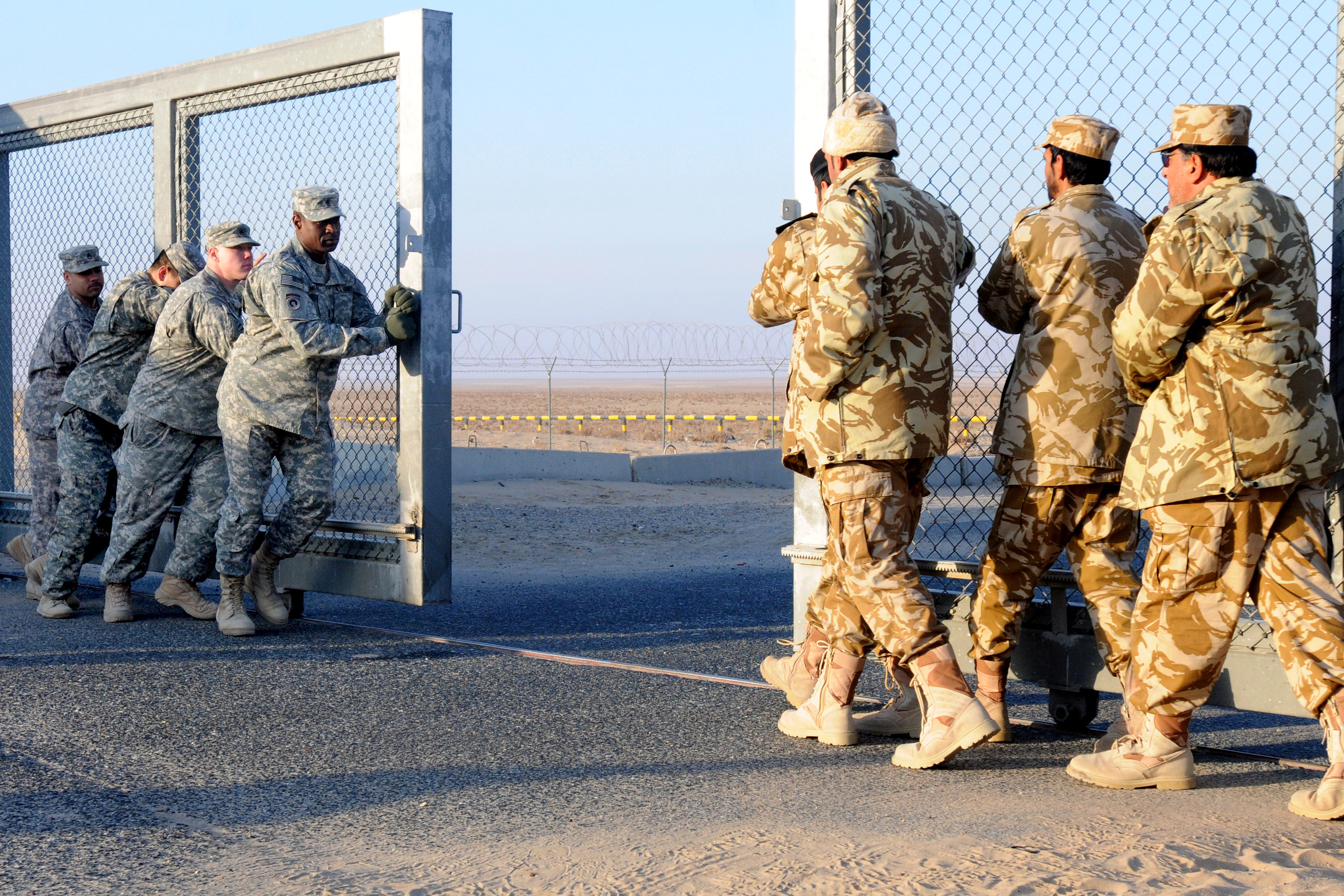
Tropes nord-americanes i kuwaitianes s'uneixen per tancar la porta entre Kuwait i l'Iraq després que l'últim Comboi militar passés el 18 de desembre de 2011, marcant el final de l'"Operació Nou Clarejar" i el principi de la fase post- Estats Units de la Insurrecció.

- 15 de desembre – Una cerimònia Marcial es duu a terme a Bagdad, establint formalment la fi de la missió dels Estats Units a l'Iraq. Això va cessar la participació americana directa en la guerra.[1][2][3]
- 18 de desembre – Els últims 500 soldats nord-americans van marxar de l'Iraq sota estricte secret durant la matinada del 18 de desembre de 2011, posant fi a la presència militar dels Estats Units a l'Iraq després de gairebé nou anys.[4][5][6][7][8]
- 22 de desembre – Almenys 72 persones van morir i més de 170 van resultar ferides en una sèrie de bombardejos a la capital de Bagdad, mentre altres 9 van morir en diversos atacs a Baquba, Mossul i Kirkuk.

### 2012

#### Gener - Juny
- 5 de gener – Una sèrie d'atemptats van tenir lloc a Bagdad i Nasiriyya, matant a 73 persones i deixant 149 ferits. Els bombardejos a la ciutat meridional iraquiana estaven dirigits a una multitud de musulmans xiïtes i va matar almenys a 44, i ferint a més de 80. Aquest va ser el primer gran atemptat en Nasiriyya, ja que un atac suïcida en contra d'una base militar italiana ja havia matat a 28 persones al novembre de 2003, incloent a 19 italians. L'Estat Islàmic de l'Iraq i el Llevant es va atribuir la responsabilitat dels atemptats.
- 14 de gener – Un atacant suïcida va detonar els seus explosius enmig d'una multitud de pelegrins xiïtes a Bàssora, matant a 53 i ferint a 141. aquest va ser l'atac més mortífer a la ciutat des d'un atemptat amb cotxes bomba a l'abril de 2004, els quals en aquells dies van matar almenys 74 persones.
- 27 de gener – Un atacant suïcida va atacar un festeig fúnebre al barri de Zafaraniyah a Bagdad, matant a 32 i ferint a més de 70 persones.[9]
- 23 de febrer – Una sèrie d'atacs a través de 15 ciutats iraquianes deixa 83 morts i més de 250 ferits. L'Estat Islàmic de l'Iraq i el Llevant es va atribuir la responsabilitat dels atemptats.
- 5 de març – Un grup d'homes armats i disfressats amb uniformes de tipus militar, portant ordres d'arrest falsificades van matar a 27 policies i després van hissar la bandera de batalla d'Al-Qaeda en un atac primerenc acuradament planificat a la Governació d'Anbar.
- 20 de març – Una ona d'atacs centrats a Bagdad i Kerbala van matar almenys a 52 i van deixar més de 250 ferits. L'Estat Islàmic de l'Iraq i el Llevant es va atribuir la responsabilitat dels atacs.
- 19 d'abril – Més de 20 bombes van esclatar a tot l'Iraq, matant almenys a 36 persones i ferint a gairebé 170.[10] L'Estat Islàmic de l'Iraq i el Llevant es va atribuir la responsabilitat dels atacs.
- 4 de juny – Un atacant suïcida va matar a 26 persones i va ferir a gairebé 200 a les oficines d'una fundació xiïta a Bagdad, la qual cosa va deslligar temors d'enfrontaments sectaris en un moment de crisi política. L'atac al centre de la capital va ser seguit més tard per una explosió a prop d'una localitat religiosa sunnita, sense causar calamitats.[11]
- 13 de juny – Almenys 93 persones van morir i més de 300 van resultar ferides en una sèrie d'atacs altament coordinats a tot l'Iraq. L'Estat Islàmic de l'Iraq i el Llevant es va atribuir la responsabilitat dels atacs.[12]

#### Juliol - Desembre

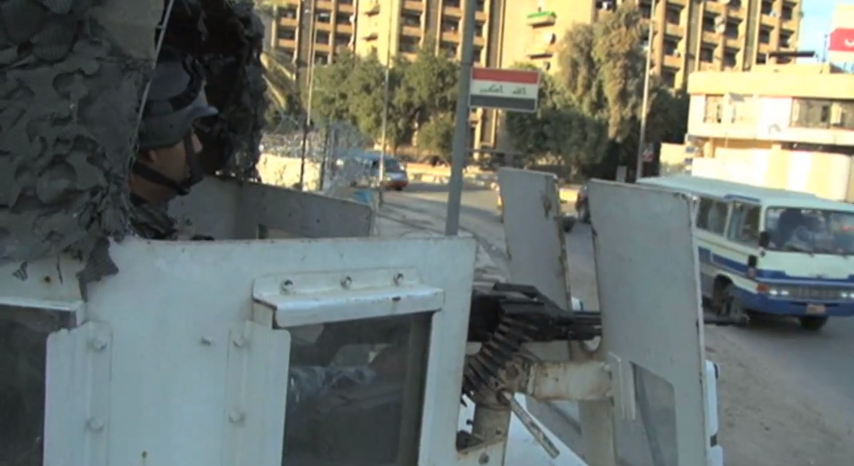
Soldats iraquians a Bagdad, el 26 de desembre del 2011.

- 3 de juliol – Bombes exploten a Diwaniya, Kerbala, Taji i Tuz Khormat i van matar a 40 persones i van ferir a altres 122.[13]
- 22 de juliol – Actuacions de bombes van matar a 23 persones i van ferir a 74 a Bagdad, Mahmudiya i Najaf.[14]
- 23 de juliol – Atacs coordinats a tot l'Iraq van matar a 116 persones i van deixar 299 ferits. L'Estat Islàmic de l'Iraq i el Llevant es va atribuir la responsabilitat dels atacs.[15]
- 31 de juliol – Atacs a tot l'Iraq van matar a 24 persones i van ferir a 61, la majoria d'ells sent atemptats amb cotxes bomba a Bagdad.[16]
- 13 d'agost – Almenys 128 persones van morir i més de 400 van resultar ferides en atacs coordinats a tot l'Iraq, fent aquests els atacs més letals al país des d'octubre del 2009, quan 155 persones van morir en dos atacs amb bombes a prop del Ministeri de Justícia a Bagdad.[17][18]
- 9 de setembre – Una onada d'atacs a tot el país va matar almenys a 108 persones i va deixar a més de 370 ferits.[19]
- 30 de setembre - Es produeixen una sèrie d'atacs en almenys 10 ciutats iraquianes, matant a 37 persones i ferint a més de 90, sent la majoria d'elles civils.[20]
- 27 d'octubre - Una onada d'atacs durant la festa d'Eid Al-Adha a l'Iraq va matar almenys a 46 persones i va deixar 123 ferits. La majoria dels incidents es van produir a Bagdad, Taji, Mossul i Muqdadiya.[21]
- 28 d'octubre - Bombardejos amb cotxes durant l'últim dia de l'Eid Al-Adha van deixar a 15 persones mortes i 33 ferides a Bagdad.[22]
- 6 de novembre - un atemptat amb cotxes bomba enfront d'una base militar a Taji va matar a 31 persones i va ferir almenys a altres 50, la majoria d'elles soldats. L'explosió es va produir quan les tropes estaven sortint de la base i els possibles reclutes feien fila per a possibles entrevistes de treball.[23][24]
- 14 de novembre - Els insurgents van dur a terme una sèrie d'atacs durant el vespre de l'Any nou musulmà, matant a 29 persones i ferint a almenys 194. Els incidents més mortífers van tenir lloc a Kirkuk i Hilla, on almenys set atemptats van matar a 19 persones i van deixar 129 ferits. Altres atacs van tenir lloc a Bagdad, Mossul, Kut, Falluja i Baquba.[25]
- 27 de novembre - almenys 29 persones van ser assassinades i altres 126 van resultar ferides en 8 explosions de cotxes bomba a través de l'Iraq.[26]
- 16–17 de desembre - Dos dies d'atacs consecutius a l'Iraq del Nord i central van matar almenys a 111 persones i van ferir a altres 299. Una part significativa de les víctimes van provenir d'una sèrie d'explosions a Kirkuk, Bagdad i Tuz Khormat, on almenys 34 persones van morir i altres 154 van resultar ferides. Altres incidents van succeir a Mossul, Tarmiya, Diwaniya, Dujail, Tikrit i Baquba, entre d'altres. La majoria dels atacs aparentment estaven dirigits cap a Oficials de la policia i membres de l'exèrcit iraquià.[27][28][29]

#### Inici de les protestes sunnites
- Després d'un període de calma, la renovada tensió política dins de l'Iraq va resultar en protestes renovades, aquesta vegada centrades al voltant de la minoria sunnita del país. La principal causa de l'agitació va ser la disputa en curs entre el vicepresident Tariq al-Hashimi i el Primer Ministre Al-Maliki, però les relacions tibants amb les entitats autònomes kurdes van afegir tensió a l'escena. El 23 de desembre de 2012, alguns milers d'iraquians van marxar en contra d'al-Maliki, en resposta als seus moviment en contra d'Al-Hashemi i uns altres influents líders sunnites.[30]

### 2013

#### Gener - Juny
- 3 de gener - Un atemptat amb un cotxe bomba a la ciutat central iraquiana de Musayyib va matar a 28 pelegrins xiïtes i va ferir a altres 60 quan tornaven de Karbala. A la capital, Bagdad, una bomba va explotar a prop d'un minibús, matant a 4 pelegrins i deixant 15 ferits.[31][32]
- 15–16 de gener - Un atacant suïcida va matar a una prominent figura sunnita i a altres sis persones a Falluja el 15 de gener, l'endemà passat que el ministre de Finances Rafi al-Issawi va sobreviure a un intent d'assassinat en aquesta mateixa ciutat. El parlamentari, Ayfan Sadoun al-Essawi, va ser un important membre del comitè dels Fills de l'Iraq a Falluja i part de l'oposició al primer ministre Nuri al-Maliki.[33] El 16 de gener, un atacant suïcida va detonar un camió ple d'explosius al costat de la seu del Partit Democràtic del Kurdistan a Kirkuk, matant a 26 persones i deixant 204 ferits. Un atac similar contra una altra oficina Kurda a Tuz Khormat va matar a 5 persones i va ferir a 40. Bombardejos en carreteres i tirotejos en altres àrees, Incloent Bagdad, Tikrit i Baji, van deixar almenys 24 morts i 44 ferits.[34][35]
- 22–23 de gener - Una onada d'atacs a Bagdad i els seus voltants va matar almenys a 26 persones i va deixar 58 ferits el 22 de gener. Bombardejos i tirotejos van tenir lloc a la capital, així com a Taji i Mahmoudija.[36] L'endemà, un atacant suïcida es va immolar durant el funeral d'un familiar d'un polític a la ciutat de Tuz Khormat, matant a 42 persones i deixant a altres 75 ferits. Altres atacs al centre i al nord de l'Iraq van matar a 7 persones i van ferir a altres 8.[37][38]
- 25 de gener - Les contínues protestes dels musulmans sunnites a l'Iraq en contra del govern del primer ministre Nouri al-Maliki van resultar mortals a Falluja, després que els soldats van obrir foc contra la multitud de manifestants que llançaven pedres, matant a 7 persones i ferint a altres 70. Tres soldats més tard van ser assassinats a tirs en represàlia per l'incident i es van produir enfrontaments a Askari, als afores de l'est de Falluja. Les forces de seguretat van ser posades en estat d'alerta amb un toc de queda i la prohibició de vehicles va ser posada en pràctica. En un comunicat, Maliki va instar a ambdues parts a mostrar moderació i va culpar de l'incident als manifestants revoltosos. També va advertir que podria haver-hi "una pujada en la tensió de la qual Al-Qaeda i els grups terroristes estan tractant de prendre avantatge".[39][40]
- 3 de febrer - Un atacant suïcida va detonar el seu vehicle a prop de la seu de la policia provincial de Kirkuk, matant almenys a 36 persones i ferint a altres 105. Entre els ferits estava el major general Jamal Tahir, cap de la policia de la ciutat, qui ja havia sobreviscut a un atac anterior a gairebé el mateix lloc 2 anys abans. Tres atacants addicionals van ser assassinats després de l'explosió inicial, en un intent de llançar granades contra les forces de seguretat. Diversos oficials que van sobreviure a l'atac van informar que el primer atacant conduïa un cotxe de policia i que portava uniforme. Quan els guàrdies de la porta el va detenir per demanar la seva identificació, aquest va detonar els seus explosius.[41][42]
- 4 de març - Homes armats no identificats van emboscar un Comboi de l'exèrcit sirià escortat per soldats iraquians en l'Emboscada d'Akashat, matant a 48 sirians i a 13 iraquians. L'assalt va tenir lloc a prop de la frontera desèrtica entre les dues nacions a la Governació d'Anbar. Les autoritats van sospitar que l'Exèrcit Sirià Lliure, el Front d'Al-Nusra o Al-Qaeda podrien haver estat darrere de l'atac.[43] Una setmana després, l'11 de març, l'Estat Islàmic de l'Iraq i el Llevant es va atribuir la responsabilitat de l'atac, dient que havien "aniquilat" una "columna de l'exèrcit Safavid", una referència a la dinastia xiïta persa que va governar l'Iran des de 1501 fins a 1736. El grup també va afirmar que la presència de soldats sirians a l'Iraq va mostrar "cooperació ferma" entre els governs Sirià i Iraquià.[44]
- 19 de març - una sèrie d'atacs coordinats a la capital (Bagdad) i a diverses ciutats importants del nord i del centre del país van matar a almenys 98 persones i van deixar a altres 240 ferits. L'onada de violència va ser dirigida sobretot contra civils xiïtes i va tenir lloc en el desè aniversari del començament de la querra de l'Iraq. Més tard, l'Estat Islàmic de l'Iraq i el Llevant es va atribuir la responsabilitat de l'atac.[45]
- 1 d'abril - Una bomba cisterna va explotar a la seu de la policia de Tikrit, matant a almenys 42 persones i ferint a altres 67. Els insurgents van atacar un camp petrolier a prop d'Akaz, a una remota part de la Governació d'Anbar, matant a 2 enginyers i segrestant a un tercer. Altres atacs a tot el país van deixar a un guàrdia de la presó de Mossul mort i a altres 11 ferits, entre ells l'alcalde de Tuz Khormat i almenys a 4 periodistes, que van ser apunyalats per assaltants desconeguts en una sèrie d'atacs contra instal·lacions de mitjans de comunicació de la capital (Bagdad).[46]
- 6 d'abril - Un atacant suïcida va matar a 22 persones i va ferir a 55 en un mitín polític d'un candidat sunnita local a Baquba. Altres atacs a tot el país van matar a 7 persones i van ferir a 9, en la seva majoria membres de les forces de seguretat.[47]
- 15 d'abril - una sèrie d'atacs coordinats a través de més de 20 ciutats van matar almenys a 75 persones i van deixar a més de 350 ferits uns dies abans de les eleccions provincials.[48]
- 23–26 d'abril - El 23 d'abril, les unitats de l'exèrcit iraquià es van moure contra un campament establert pels manifestants a Hawija, a l'oest de la ciutat de Kirkuk, la qual cosa va provocar enfrontaments mortals i atacs de represàlia a tot el país. Segons oficials de l'exèrcit, l'operació estava dirigida als militants sunnites de l'exèrcit de Naqshbandi, segons informes, que han participat en les protestes. Un total de 42 persones van morir i 153 van resultar ferides, la majoria d'elles manifestants - Només 3 soldats van ser confirmats morts i altres 7 ferits.[49][50] L'incident va provocar una sèrie d'atacs de venjança, que aviat es va estendre a gran part del país. El Ministre d'Educació Mohammed Tamim va dimitir del seu càrrec en resposta a l'operació de l'exèrcit, i va ser seguit més tard pel ministre de Ciència i Tecnologia Abd al-Karim al-Samarrai. Els Insurgents de l'Exèrcit de Naqshbandi capturats del poble de Sulaiman Bek, a uns 170 km al nord de Bagdad, després d'intensos combats amb les forces de seguretat el 25 d'abril, només per cedir el control de la mateixa l'endemà, mentre escapaven amb armes i vehicles. Més de 340 persones van morir i altres 600 van resultar ferides durant els 4 dies que la violència es va incrementar, mentre els atacs van continuar a un ritme més accelerat que abans en aquest mateix any.[51] El 3 de maig, la missió de les Nacions Unides a l'Iraq va donar a conèixer xifres, que mostren que més persones van morir en atacs violents a l'abril que en qualsevol altre mes des de juny del 2008. Segons les xifres, almenys 712 persones van morir a l'abril, incloent a 117 membres de les forces de seguretat.[52]
- 15–21 de maig - Durant l'última ronda de violència, una sèrie d'atemptats mortals i tirotejos va colpejar el centre i el nord de l'Iraq, amb alguns incidents que van ocórrer a les ciutats del sud i de l'oest. La setmana dels atacs van morir almenys 449 persones i altres 732 van resultar ferides en una de les epidèmies de violència més mortals en anys.[53][54]
- 20 de maig - El govern iraquià llança l'operació Al-Shabah, amb l'objectiu declarat de la ruptura del contacte entre Al-Qaeda a l'Iraq i el Front d'Al-Nusra sirià, en netejar l'àrea de Síria amb Jordània de militants.[55]
- 27 de maig - Una sèrie d'atacs coordinats van tenir lloc a Bagdad, matant a 71 persones i ferint a més de 220.[56]
- 10 de juny - Una sèrie d'atemptats amb bombes i tirotejos va colpejar el centre i el nord de l'Iraq, matant almenys a 94 persones i ferint a altres 300.[57]
- 16 de juny - Una sèrie d'atacs mortals a l'Iraq va matar almenys a 54 persones i va ferir a més de 170, amb la majoria dels atemptats produïts al sud del país.[58]

#### Juliol - Desembre
- 21 de setembre - Una sèrie d'atemptats amb cotxes bomba i suïcides va colpejar a un funeral al barri de majoria xiïta de Sadr City, a la capital de l'Iraq, Bagdad. Els atacs van deixar almenys 78 morts i més de 20 ferits. Una sèrie d'incidents menors es van produir al nord del país i a les regions centrals.[59]
- 1 de novembre - Els atacs i altres actes de violència a tot l'Iraq van matar a 979 persones a l'octubre, segons l'ONU, van deixar un compte mensual de morts igual a la de setembre, d'acord amb el seu compte. d'aquesta xifra, 852 eren civils, mentre que 127 eren soldats iraquians i membres de les forces policials. També segons l'ONU, 1.902 iraquians van resultar ferits en atacs a tot el país el mes passat - una caiguda de més de 200 a partir de setembre, quan 2.133 iraquians van resultar ferits. Bagdad va ser la província més afecada, amb 411 morts i 925 ferits. Va ser seguida per la volàtil província de Nínive, on 188 persones van morir i 294 van resultar ferides.[60]
- 1 de desembre - El Ministre de salut de l'Iraq i el ministre de defensa de l'Iraq van dir que 948 persones, entre elles 852 civils, 53 policies i 43 soldats, han mort en atacs violents a tot el país, d'acord amb xifres del novembre. Això fa del novembre un dels mesos més mortals el 2013, incloent a civils.[61]
- 3 de desembre - Almenys 948 persones van morir en atacs violents a tot l'Iraq durant el mes de novembre.[62][63]
- 4 de desembre - Dues persones van morir i altres 770 van resultar ferides a causa d'un enfrontament entre forces de seguretat i assaltants que van intentar capturar l'edifici d'intel·ligència en la Governació de Kirkuk. Mentrestant, un cotxe bomba va ser detonat per les forces de seguretat a la part davantera de l'edifici d'intel·ligència. Cinc assaltants van intentar evitar l'assistència de les forces de seguretat i van ferir a 4 conductors d'ambulàncies.[64]
- 8 de desembre - Cotxes bomba van matar almenys a 39 persones a l'Iraq el diumenge i van ferir a més de 120 persones, destinats principalment als carrers comercials ocupats a i al voltant de la capital, van informar fonts policials.[65]
- 9 de desembre - El més mortífer dels atemptats del dilluns es va dur a terme a fora d'un cafè a la localitat de Buhriz, a uns 60 quilòmetres al nord de la capital, Bagdad, matant a 12 persones i ferint a 24, va dir la policia. Tres atemptats més a tot el país van matar a un xifra addicional de 6 persones. Una bomba dirigida a una patrulla de l'exèrcit al sud de la capital, va matar a un soldat iraquià i va ferir a altres dos, mentre que en el districte oriental de Basmaya, una bomba en un mercat a l'aire lliure va matar a tres persones i va ferir a set, va dir la policia. En un poble just al nord de Bagdad, tres policies van morir i 10 van resultar ferits quan va explotar un cotxe bomba a prop del seu punt de vigilància. I en els suburbis del sud-oest de Bagdad, una bomba va colpejar un vehicle que transportava als combatents sunnites contra Al-Qaeda, matant a dos i ferint a tres policies, van dir funcionaris de l'hospital.[66]
- 10 de desembre - Almenys 18 persones han mort en dos atacs mortals, incloent un atemptat amb una bomba i un tiroteig, a la governació de Diyala. L'atac més mortífer va tenir lloc el dimarts a Baquba, on una explosió va deixar onze persones mortes. Els comptes diuen que l'explosió també va deixar 19 persones ferides.[67][68]
- A principis d'aquest mes, els ministeris de salut i defensa del país van dir que 948 persones, incloent a 852 civils, 53 policies i 43 soldats, van ser assassinades en atacs violents a tot el país àrab al novembre. Altres 1.349 persones van resultar ferides a causa dels atacs. Aquestes xifres fan del novembre un dels mesos més mortífers el 2013, amb els civils comprenent el 90 per cent de les fatalitats.
- 14 de desembre - Almenys 17 persones, la majoria musulmans xiïtes, van ser assassinades en una sèrie de bombardejos i tirotejos a l'Iraq el 14 de desembre abans d'un important ritual xiïta, segons fonts mèdiques i policials. La policia i els metges van dir que el més mortífer dels atacs va ocórrer en el principal districte xiïta de Bagdad, Bayaa, quan un cotxe bomba va explotar a prop d'un grup de pelegrins xiïtes, matant a set persones i ferint a almenys 16. Addicionalment, la policia també va reportar que tres persones van ser assassinades i 10 van resultar ferides en un districte xiïta dels afores del sud-est de Bagdad, quan una bomba va explotar en un mercat de vegetals, mentre que en el districte de Husseiniya, una bomba dins d'un restaurant va matar a dues persones i va ferir a altres cinc.[69]
- 15 de desembre - La policia va informar que set persones, incloent cinc membres de la mateixa família, van morir en atacs separats a l'Iraq. Una font de la policia provincial també va reportar que abans d'aquest dia, un empleat del govern, la seva esposa i tres dels seus fills van ser assassinats quan unes bombes plantades a la seva llar van explotar a la ciutat de Saadiyah, a 120 quilòmetres al nord-est de la capital iraquiana de Bagdad. La font provincial també va dir que, en un incident separat, un membre d'un grup paramilitar recolzat pel govern de Sahwa va ser assassinat a tirs en una vila a prop de la governació de Diyala, a uns 65 quilòmetres al nord-est de Bagdad.[70]
- 16 de desembre - D'acord amb els oficials de la policia, els militars van detonar un cotxe bomba a la seu de l'ajuntament de Tikrit i després van ocupar l'edifici. Els oficials van dir que un nombre desconegut d'empleats seguien dins de l'edifici al moment de l'explosió, mentre un nombre de morts seguia sense ser determinat.[71] Les forces de seguretat iraquianes van envoltar l'edifici i van alliberar a 40 persones que estaven retingudes a dins, d'acord amb Sabah Noori, portaveu del servei contra el terrorisme. Mentrestant, un membre de la policia i un doctor van dir que un membre del consell de la ciutat, així com dos policies van morir en l'incident. en els enfrontaments que van ocórrer més tard entre els militants i les forces de seguretat iraquianes, tres policies van perdre les seves vides mentre altres tres militants també van morir. En un incident separat, homes armats van matar a tres soldats que protegien una font petroliera a prop de Tikrit. En un altre incident mortal del dilluns, militants van assassinar 12 persones en un autobús a la ciutat de Mossul, al nord de l'Iraq. També el dilluns, cinc cotxes bomba i una "bomba lapa" magnètica van explotar a la capital iraquiana, deixant almenys a 17 morts i 40 ferits.[72][73]
- 17 de desembre - Oficials de seguretat iraquians van reportar que els militants van matar almenys a vuit pelegrins xiïtes a la governació de Bagdad. Un atacant suïcida va detonar explosius entre els pelegrins que caminaven al sud de Bagdad, matant a 4, mentre els militants en un carro van llançar una granada de mà als pelegrins a la capital, matant almenys a altres quatre. Els dos atacs també van ferir almenys a altres 27 persones.[74]
- 18 de desembre - Un atacant suïcida va detonar un cinturó d'explosius entre pelegrins xiïtes mentre aquests caminaven al nord-est de la capital iraquiana, en un de diversos atacs que van matar un total de nou persones el dimecres, van reportar oficials. L'atacant va atacar a la zona de Khales, matant a 5 persones i ferint a 10, van dir el coronel de la policia i un doctor. El coronel va dir que un dels morts va ser un policia encarregat de la vigilància dels pelegrins, els qui van abraçar al suïcida just abans de l'atac en un intent de protegir els altres de l'explosió.[75][76]
- 19 de desembre - Tres atacants suïcides van detonar cinturons explosius entre pelegrins xiïtes a l'Iraq el dijous, matant a almenys 36 persones, mentre els militants mataven a tirs a una família de cinc, reporten oficials. L'atac més mortífer va colpejar el barri de Dura, al sud de Bagdad, on un atacant va atacar a pelegrins en una carpa on se'ls estava servint menjar i begudes en el seu camí a la ciutat santa de Kerbala, matant a almenys 20 persones i ferint a almenys 40. Entre els morts de l'explosió es trobava Muhanad Mohammed, un periodista que havia treballat tant per als mitjans de comunicació iraquians com pels estrangers, segons va dir un dels seus fills.[77][78]
- 20 de desembre - Dues bombes en un mercat i en un cementiri on les persones enterraven a víctimes del primer atac van matar a 11 persones el divendres, van dir un policia i un doctor. Els primers dos atacs estaven dirigits a un mercat de bestiar a Tuz Khurmato, a 175 quilòmetres al nord de Bagdad, matant a vuit persones i ferint a 25. Mentre la gent es reunia en un cementiri per enterrar a les víctimes de les bombes del mercat, una altra bomba va explotar, matant a tres persones i ferint a 2.[79][80]
- 21 de desembre - Les autoritats van dir que atacs a l'oest de l'Iraq i al sud de Bagdad van matar a sis persones - quatre policies i dos pelegrins xiïtes. Funcionaris de la policia van dir que homes armats en un cotxe en marxa van obrir foc contra un lloc de control policial a la ciutat occidental de Falluja el dissabte al matí, matant a quatre policies, mentre que a la ciutat de Latifiyah, a 30 quilòmetres al sud de Bagdad, un projectil de morter va aconseguir arribar a un grup de peregrins xiïtes que es dirigien als llocs sants de la ciutat de Karbala.[81] També, fonts militars van dir que almenys 15 oficials militars iraquians van morir en una emboscada el dissabte en una província sunnita musulmana. D'acord amb les fonts, diversos oficials d'alt rang estaven entre els morts en l'atac.[82][83]
- 23 de desembre - L'exèrcit iraquià va atacar els campaments que pertanyien a un grup militant vinculat a Al-Qaeda a la governació d'Anbar, destruint dues, va dir el ministre de defensa el dilluns. Després de localitzar els campaments amb avions, les forces iraquianes van llançar "atacs reeixits...resultant en la destrucció de dos campaments en un desert de la província d'Anbar", va dir el portaveu Mohammed al-Askari en un comunicat. Els assalts van venir després que cinc oficials d'alt rang, incloent un comandant divisional i altres 10 soldats fossin assassinats durant una operació en contra dels militants de la majoria sunnita a l'oest de la província d'Anbar.[84]
- 25 de desembre - Tres atemptats per separat a Bagdad dirigits a cristians en una celebració de nadal, va matar a 38 persones i va ferir a altres 70. Almenys 34 persones van ser assassinades i altres 50 ferides en tres atemptats en àrees cristianes de Bagdad el dimecres, incloent un cotxe bomba que va explotar mentre els fidels sortien d'una missa de nadal, van dir la policia i els metges. A una altra part de l'Iraq, almenys 10 persones van morir en tres atacs que estaven dirigits a la policia i a pelegrins xiïtes, va dir la policia[85]
- 28 de desembre - Dotze persones van morir i 27 van resultar ferides a l'Iraq en atacs violents i en una operació de les forces de seguretat per detenir a un legislador sunnita, va dir la policia. En un incident, fins a cinc van morir i 17 van resultar ferides en un enfrontament entre les forces de seguretat iraquianes i guàrdies d'Ahmad al-Alwani, un membre sunnita del parlament a l'oest de la governació d'Anbar. L'incident va ocórrer quan un exèrcit i una força conjunta d'Armes i Tàctiques Especials, recolzats per helicòpters, van dur a terme una redada abans de l'alba a la ciutat provincial de Ramadi, a uns 110 Quilòmetres a l'oest de Bagdad. Durant l'operació, les tropes van intercanviar trets amb els guàrdies d'Alwani, que es van resistir a l'arrest i van dir que l'operació era il·legal perquè els legisladors gaudeixen d'immunitat en virtut de la constitució. "Els enfrontaments van provocar la mort de cinc persones, entre elles el germà d'Alwani i un soldat, i ferides a 13 guàrdies i quatre soldats", va dir la font, agregant que Alwani i alguns dels seus guardaespatlles també van ser arrestats. Més endavant, el ministre de Defensa de l'Iraq va dir en un comunicat que les tropes van ser a casa d'Alwani amb una ordre d'arrest en contra del seu germà, que estava entre els morts, i van arrestar a Ahmad al-Alwani malgrat la seva immunitat política.[86]
- 29 de desembre - Els atacs a l'Iraq dirigits principalment a membres de les forces de seguretat van matar almenys a 16 persones el diumenge, entre elles a 3 oficials d'alt rang, van dir oficials mèdics i de seguretat. Una mica abans, un cotxe bomba va explotar a prop d'un centre de l'exèrcit a Mossul, matant a quatre soldats més, entre ells un oficial, mentre que una bomba en una carretera de la ciutat va matar a un soldat i va ferir a tres persones. Els atacs contra els soldats es van dirigir a 5 oficials d'alt rang, incloent un comandant divisional, i 10 altres soldats que van ser assassinats durant una operació en contra dels militants el 21 de desembre. A Abu Ghraib, a l'oest de Bagdad, homes armats van matar a almenys quatre militars anti-Al-Qaeda i van ferir a almenys tres persones en un punt de control el diumenge.[87]

### 2014

#### Gener
- 2 de gener - militants d'Al-Qaeda estaven el dijous amb el control de més de la meitat de la ciutat iraquiana de Fallja i parts de Ramadi, va dir un oficial i un testimoni. "La meitat de Falluja està en mans de l'Estat Islàmic de l'Iraq i el Llevant, i l'altra meitat està sota control dels "membres de la tribu armats", un funcionari del ministeri de l'interior va dir a l'Agence France-Presse. Un testimoni de la ciutat a l'oest de Bagdad va dir que els militants havien establert diferents punts de control, cadascun tripulat entre 6 i set persones al centre i sud de Falluja. "A Ramadi, és similar - algunes zones estan controlades per l'Estat Islàmic de l'Iraq i el Llevant i unes altres per altres membres de la tribu", va dir el funcionari del Ministeri de l'Interior, en referència a la capital de la Governació d'Anbar, que es troba més a l'oest. un periodista de l'Agence France-Presse a Ramadi va veure dotzenes de camions amb homes fortament armats que circulaven a l'est de la ciutat, tocant cançons lloant a l'Estat Islàmic de l'Iraq i el Llevant. Els enfrontaments van esclatar a l'àrea de Ramadi el dilluns, mentre les forces de seguretat van derrocar el principal lloc de protesta Anti-govern Sunnita, i van continuar per dos dies més. El dimecres, militants de la ciutat es van enfrontar esporàdicament contra les forces de seguretat i van incendiar quatre estacions de la policia, però els enfrontaments van seguir fins al dijous, un periodista de l'Agence France-Presse va dir: "La violència també es va estendre a Falluja, on la policia va abandonar la majoria de les seves posicions el dimecres i els militants van cremar diverses estacions de la policia, van dir alguns oficials". El ministre de l'Interior Nuri al-Maliki va dir el dimarts que soldats iraquians s'apartarien de la Governació d'Anbar però aquesta decisió més tard va ser retirada. El dijous les forces armades van romandre fora de Ramadi.[88]
- 3 de gener - militants vinculats a Al-Qaeda van avançar el divendres i van guanyar terreny en prendre diferents estacions de la policia a Falluja, va dir la policia a l'Agence France-Presse. Durant el matí, l'Estat Islàmic de l'Iraq i el Llevant va avançar a diferents àrees del centre de Ramadi i van desplegar franctiradors en un carrer, va dir el capità de la policia. Un coronel policial va dir que l'armada hi havia reentrat en àrees de Falluja, entre Ramadi i Bagdad, però almenys una quarta part s'havia quedat sota l'Estat Islàmic de l'Iraq i el Llevant. els soldats i membres armats de la tribu van dur a terme la resta i també havien envoltat la ciutat, va dir. No obstant això, un altre oficial d'alt rang, un tinent coronel policial, va dir que mentre els soldats s'havien desplegat al voltant de la ciutat encara havien d'entrar a Falluja.[89][90]
- 4 de gener - el govern iraquià va perdre el control de la ciutat de Falluja, que ara estava en mans de militants lligats a Al-Qaeda, va dir un oficial de seguretat de la Governació d'Anbar el dissabte. Falluja està sota el control de l'Estat Islàmic de l'Iraq i el Llevant, va dir l'oficial, referint-se al grup d'Al-Qaeda i l'Estat Islàmic de l'Iraq i el Llevant.[91] Més primerenc el divendres, més de 100 persones van morir quan la policia i membres de tribus iraquianes van lluitar contra militants lligats a Al-Qaeda, els qui havien pres parts de ciutats de la Governació d'Anbar, declarant un d'ells un Estat islàmic de l'Iraq i el Llevant.[92] El mateix dia, l'exèrcit iraquià va bombardejar la ciutat occidental de Falluja amb bombes de morter durant la nit en un intent d'arrabassar-li novament el control als militants membres de tribus Sunnites, matant almenys a vuit persones, van dir oficials i líders tribals el dissabte. Falluja ha estat retinguda des del dilluns pels militants lligats a Al-Qaeda i per combatents tribals units a la seva oposició al primer ministre Nuri al Maliki, en un seriós desafiament a la seva autoritat xiïta sobre la Governació d'Anbar. Fonts mèdiques de Falluja van dir que altres 30 persones havien resultat ferides pels bombardejos de l'exèrcit.[93]
- 5 de gener - funcionaris informen d'una nova ona d'atemptats a Bagdad que van deixar almenys 20 persones mortes - la responsabilitat es va atribuir als militants que havien estat lluitant contra forces de seguretat iraquianes i contra tribus aliades a l'oest del país. El major nombre de morts va ocórrer al nord de Bagdad, al barri xiïta de Sha'ab, després que dos cotxes bomba estacionats explotessin simultàniament a prop d'un restaurant i una casa de te. Oficials van dir que aquestes explosions van matar a 10 persones i van ferir a 26. Un cotxe bomba estacionat també va explotar a l'est del districte xiïta de Sadr City, matant a cinc i ferint a 10. Una altra bomba va matar a tres civils i va ferir a sis en una àrea comercial al centre del barri Bab al-Muadham, mentre la policia va reportar altres dues bombes que van matar a dos civils i van ferir a altres 12. mentre oficials metges confirmaven les xifres de morts, tots els oficials van parlar de manera anònima, atès que no estaven autoritzats per donar cap informació.[94]
- 7 de gener - Un atac amb míssils iraquians a Ramadi van matar a 25 militants.[95] També en el mateix dia, homes armats no identificats van matar a set oficials de policia, entre ells un capità, en un atac contra un lloc de control al nord de la capital iraquiana, Bagdad, segons fonts de seguretat i hospitalàries. L'incident mortal va tenir lloc el dimarts en una carretera al nord de Samarra, van dir les fonts. Cap grup s'ha atribuït la responsabilitat de l'atac, però els funcionaris de la policia van dir que els principals sospitosos són els militants vinculats a Al-Qaeda[96]
- 8 de gener - homes armats van atacar una instal·lació militar al nord de la capital iraquiana el dimecres, matant a 12 soldats i ferint a quatre, van dir un policia i un doctor. Els militants van irrompre en un edifici en el lloc a l'àrea d'Al-Adhim, llavors bombardejat. Els militants que s'oposen al govern iraquià amb freqüència dirigeixen les seves accions cap a membres de les forces de seguretat amb els bombardejos i tirotejos.[97]
- 9 de gener - un atacant suïcida va matar a 23 reclutes de l'exèrcit iraquià i va ferir a 36 a Bagdad el dijous, van dir funcionaris, en un atac als homes voluntaris a unir-se a la lluita del govern per acabar amb els militants vinculats a Al-Qaeda a la Governació d'Anbar. El general de brigada Saad Maan, del centre d'operacions de seguretat de Bagdad, va dir que l'atacant es va immolar enmig dels reclutes a la petita base aèria de Muthenna, usada per l'exèrcit a la capital. Maan va posar la xifra de morts de 22, però els oficials del ministeri de salut van dir que els registres de la morgue van mostrar que 23 havien mort. Cap grup va reclamar la responsabilitat immediatament de l'atac, que va ocórrer un dia després que el primer ministre Nuri al-Maliki digués que erradicaria el "mal" d'al-Qaeda i els seus aliats.[98]
- 12 de gener - fora de l'estació d'autobusos del centre de Bagdad, va explotar un cotxe bomba que va matar a almenys 9 persones i ferint a 16. Cap grup va reclamar la responsabilitat immediatament per l'atac en la terminal d'autobús Alawi al-Hilla.[99] També el diumenge, el bombardeig dirigit a un oficial al nord de l'Iraq fora de la seva llar a l'est de Sulaimanijah, danya el seu vehicle però va deixar a l'oficial il·lès.[100]
- 13 de gener - el dilluns quatre cotxes bomba van matar almenys a 25 persones en els districtes xiïtes de Bagdad, en la violència que va coincidir amb una visita a la capital iraquiana del secretari general de l'ONU Ban Ki-moon. Encara que cap grup ha reclamat la responsabilitat de l'atac, els bombardejos semblen ser part d'una campanya implacable per militants sunnites vinculats a Al-Qaeda per soscavar al govern xiïta del primer ministre Nuri al Maliki.[101]
- 14 de gener - El dimarts bombardejos i tirotejos van matar a almenys vuit persones a dins i al voltant de la capital iraquiana, incloent a un jutge. Homes armats en un cotxe en marxa van obrir foc contra el jutge, matant-lo a ell i al seu xofer, va dir la policia. més tard una bomba enganxada a un mini bus va explotar en un barri xiïta de la ciutat de Sadr, matant a tres passatgers i ferint a vuit.[102]
- 15 de gener - El dimecres atacs amb bombes i tirotejos van matar a almenys 75 persones a l'Iraq, van dir fonts policials i hospitalàries, fent aquest un dels dies més sagnants en mesos, però les tropes van recuperar un poble a l'oest de Bagdad.[103]
- 16 de gener - Els cossos de 14 membres de tribus sunnites es van trobar en palmerars al nord de Bagdad, un dia després que van ser segrestats per homes uniformats en vehicles de les forces de seguretat, van dir la policia iraquiana i els metges. Les víctimes, tots ells de la tribu Albu Rawdas, havien estat segrestats mentre assistien a un funeral a la ciutat de Tarmija, a 25 quilòmetres al nord de la capital.[104]
- 18 de gener - Cinc atemptats a Bagdad, incloent un atac en un nou centre comercial ostentós a l'oest de la capital, van matar a 14 persones i van ferir a diverses més. Les explosions van colpejar als Barris de Mansur, Nahda, Taubchi, Sarafiyah i Amriyah, tots a través de la capital.[105]
- 20 de gener - Set explosions van matar a 26 persones i van ferir a 67 en la capital iraquiana, van dir la policia i els metges, mentre les forces armades de seguretat es van enfrontar contra militants sunnites al voltant de les ciutats de l'Oest de Falluja i Ramadi. cap grup ha reclamat la responsabilitat per l'atac.[106] El mateix dia, un oficial iraquià va afirmar que combatents de l'Estat Islàmic de l'Iraq i el Llevant que es van atrinxerar en una ciutat que es van apoderar el mes passat a l'oest de Bagdad tenen suficients armes pesants per prendre la capital del país.[107]
- 23 de gener - Dos soldats i tres aspirants a terroristes suïcides van morir i altres 18 soldats van resultar ferits en els violents atacs separats a l'Iraq Oriental i Central. El mateix dia, les forces de seguretat van frustrar atacs coordinats abans del clarejar per part de militants de l'Estat Islàmic de l'Iraq i el Llevant a l'oest de la província de Diyala, quan les tropes van caure sota el foc d'armes a prop de la ciutat capital provincial de Baquba, a uns 65 quilòmetres al nord-est de Bagdad, la qual cosa va provocar un enfrontament feroç amb els atacants, matant a tres d'ells i apoderant-se de tres de les seves armilles explosives.[108]

- 24 de gener - A la Governació d'Anbar, les forces armades iraquianes van matar a desenes de militants de l'EI, ja que l'exèrcit contínua la seva lluita contra els terroristes. Segons el ministeri de Defensa iraquiana, les forces aèries van realitzar atacs aeris contra les bases militants Takfiris a la província Occidental d'Anbar i matant a militants.[109]
- 25 de gener - tres projectils de morter van caure al poble principalment poblat per musulmans xiïtes a prop de la ciutat iraquiana de Baquba, matant a 6 persones.[110] El mateix dia, el doble atemptat va matar a un soldat i tota la seva família a la seva casa a la ciutat de Muqdadijah, a 90 quilòmetres al nord de Bagdad.[111]
- 27 de gener - almenys quatre persones van morir i 14 van resultar ferides durant la tarda, quan gairebé simultàniament tres cotxes bomba van esclatar al nord de l'Iraq, a la ciutat de Kirkuk, a uns 250 quilòmetres al nord de Bagdad. El mateix dia, el cap d'un consell de la ciutat i dos dels regidors van ser assassinats per homes armats que van atacar el seu comboi a prop de la ciutat de Wajihiyah, a l'est de la província de Dijala; també en el suburbi de Rashdiyah al nord de Bagdad, homes armats van matar a un ex oficial de l'exèrcit de Sadam Hussein i la seva esposa.[112]
- 28 de gener - Set membres de les forces de seguretat iraquianes van morir durant un atac armat al nord de Bagdad, l'últim dia d'una onada que va alimentar la violència del país.[113]
- 29 de gener - Almenys 13 persones van morir i altres 39 van resultar ferides en atacs violents a la capital iraquiana de Bagdad. Segons l'UNAMI a l'Iraq el 2013 van ser assassinats un total de 8.867 iraquians, incloent a 7.818 civils i membres de la policia.[114]

- 30 de gener - Funcionaris de Seguretat van dir que militants van irrompre en una oficina del ministeri de Drets Humans a l'Iraq al nord-est de Bagdad, i van prendre un nombre de funcionaris com a ostatges. L'atac va ser muntat per vuit persones.[115] Més tard, les forces de seguretat van matar a tots els atacants i van alliberar els ostatges.[116]

#### Febrer
- 1 de febrer - Es va informar que en el mes de gener, com a conseqüència dels atacs terroristes i altres actes de violència a tot l'Iraq han mort un total de 1.013 persones, entre elles 795 civils, 122 soldats i 96 policies.[117]
- 4 de febrer - Almenys 20 persones van morir i altres 68 van resultar ferides en atacs violents als voltants de la capital iraquiana de Bagdad. L'atac més mortífer va ocórrer a l'àrea d'Abu dusher al sud de Bagdad, quan dos cotxes bomba van explotar, deixant a quatre persones mortes i a altres 16 ferides.[118]
- 5 de febrer - Almenys 16 persones han mort en una ona d'atemptats a la capital iraquiana, Bagdad.[119] El mateix dia, les autoritats iraquianes, van dir que el nombre de morts s'ha incrementat fins a 32 a conseqüència de dos atacs més en llocs concorreguts de Bagdad. Ningú ha reclamat la responsabilitat de l'atac, però els atacs porten el segell dels insurgents lligats a Al-Qaeda que han estat lluitant contra el govern.[120]

## Baixes

### Descripció general

#### Nombre de morts iraquians
Un grup independent del Regne Unit/Estats Units, el Projecte Iraq Body Count, compila morts de civils iraquians registrades a causa de la violència durant la guerra de l'Iraq, incloent aquelles causades directament per l'acció militar de la coalició, la insurrecció iraquiana, i els resultants dels excessos de delicte. L'IBC sosté que l'autoritat ocupant té la responsabilitat de tractar de prevenir aquestes morts en el dret internacional. Es mostra un rang d'entre almenys 112.804 i 123.437 morts de civils en el conflicte fins al 19 d'abril del 2013.
Els següents són els reports anuals del Projecte IBC de morts de civils, desglossades mes per mes des de l'inici del 2003 fins a la retirada dels Estats Units el desembre del 2011. Els nombres estan actualitzats fins al 31 de maig del 2013:
| Any  | Mes  | Mes  | Mes  | Mes   | Mes  | Mes  | Mes  | Mes  | Mes  | Mes  | Mes  | Mes  | Total  |
| Any  | Gen  | Feb  | Mar  | Abr   | Mai  | Jun  | Jul  | Ago  | Set  | Oct  | Nov  | Des  | Total  |
| ---- | ---- | ---- | ---- | ----- | ---- | ---- | ---- | ---- | ---- | ---- | ---- | ---- | ------ |
| 2003 | 3    | 2    | 3977 | 3437  | 547  | 599  | 651  | 796  | 561  | 520  | 488  | 528  | 12.109 |
| 2004 | 597  | 652  | 992  | 1,306 | 657  | 898  | 816  | 863  | 1029 | 1012 | 1631 | 1080 | 11.533 |
| 2005 | 1177 | 1268 | 854  | 1114  | 1323 | 1297 | 1520 | 2261 | 1414 | 1294 | 1461 | 1134 | 16.117 |
| 2006 | 1543 | 1565 | 1935 | 1767  | 2249 | 2541 | 3266 | 2818 | 2535 | 2961 | 3024 | 2824 | 29.028 |
| 2007 | 2925 | 2590 | 2676 | 2486  | 2799 | 2168 | 2659 | 2400 | 1292 | 1246 | 1086 | 963  | 25.290 |
| 2008 | 817  | 1036 | 1613 | 1262  | 792  | 696  | 609  | 614  | 557  | 547  | 520  | 575  | 9.638  |
| 2009 | 350  | 389  | 426  | 510   | 386  | 498  | 407  | 614  | 332  | 434  | 226  | 475  | 5.047  |
| 2010 | 263  | 304  | 336  | 385   | 387  | 385  | 443  | 516  | 254  | 312  | 307  | 217  | 4.109  |
| 2011 | 389  | 252  | 311  | 289   | 381  | 386  | 308  | 401  | 397  | 366  | 279  | --   | --     |

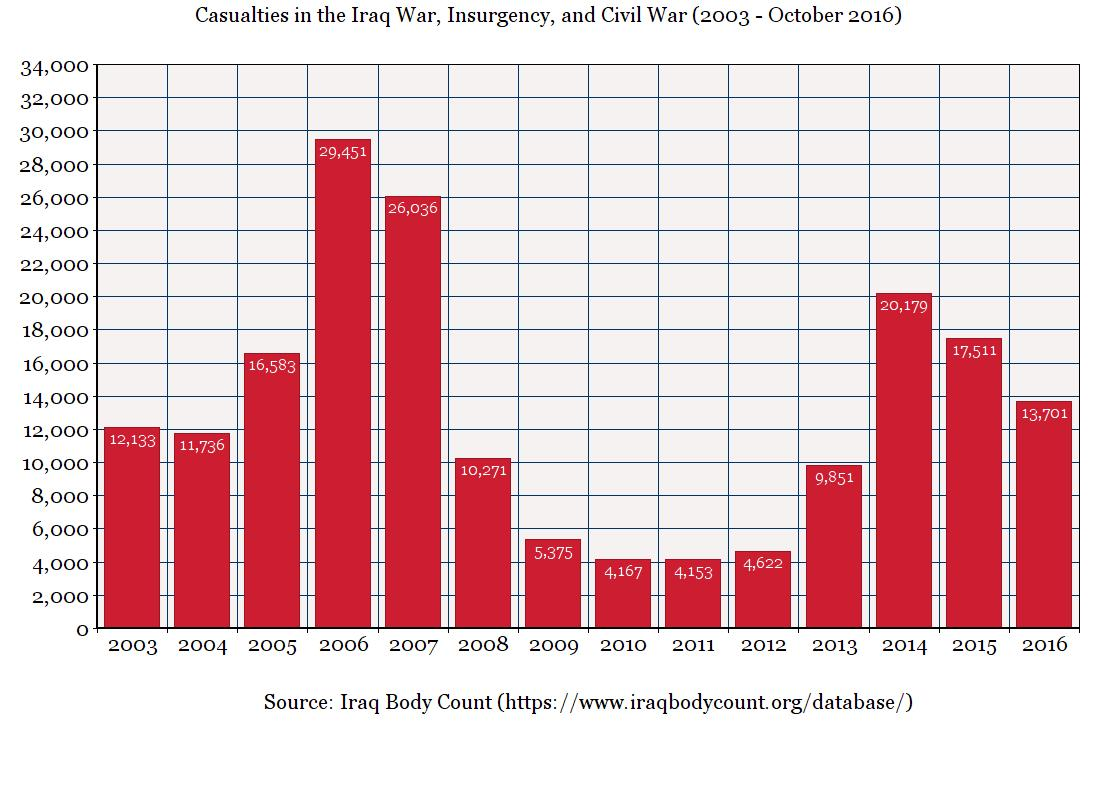
Nombre de baixes anuals a l'Iraq d'acord amb la base de dades de l'IBC.

Els següents són les morts civils mensuals totals d'acord amb l'IBC, des de la retirada dels Estats Units al desembre de 2011 d'ara endavant.
| Any  | Mes   | Mes | Mes | Mes | Mes | Mes | Mes  | Mes | Mes  | Mes  | Mes | Mes | Total |
| Any  | Gen   | Feb | Mar | Abr | Mai | Jun | Jul  | Ago | Set  | Oct  | Nov | Des | Total |
| ---- | ----- | --- | --- | --- | --- | --- | ---- | --- | ---- | ---- | --- | --- | ----- |
| 2011 |       |     |     |     |     |     |      |     |      |      |     | 388 | 4.147 |
| 2012 | 524   | 356 | 377 | 392 | 304 | 529 | 469  | 422 | 396  | 290  | 239 | 275 | 4.573 |
| 2013 | 357   | 360 | 403 | 545 | 888 | 659 | 1145 | 915 | 1220 | 1095 | 903 | 983 | 9.475 |
| 2014 | 1.076 |     |     |     |     |     |      |     |      |      |     |     | 1.076 |

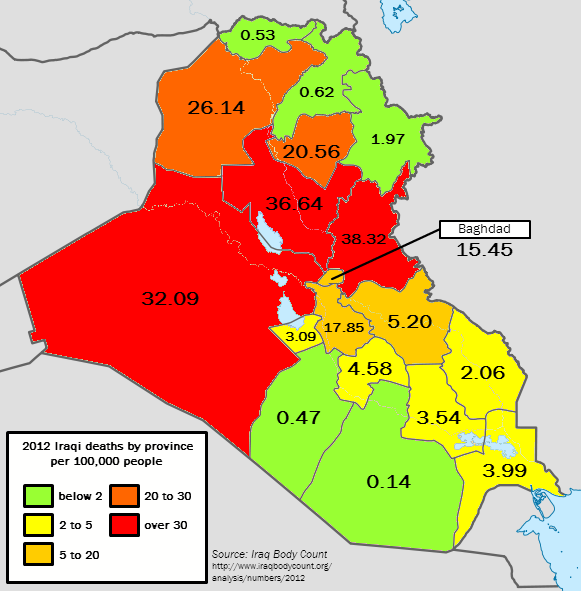
Morts iraquianes per província el 2012, per cada 100.000 habitants.

Les xifres inclouen a civils, així com als membres de les forces de l'exèrcit i de la policia iraquiana. L'IBC fa un control constant sobre tots els seus informes, i publica actualitzacions setmanals a la seva taula de baixes mensuals. En conseqüència, les xifres dels últims mesos en la taula de dalt sempre han de ser considerats com a preliminars i seran marcats en cursiva fins que sigui confirmat per l'IBC.

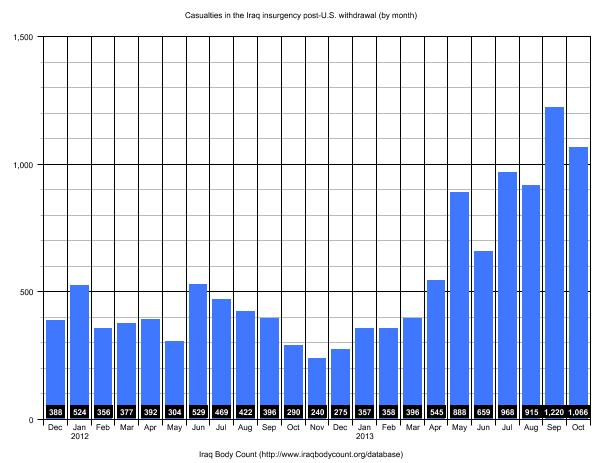
Les baixes mes a mes després de la retirada dels Estats Units (d'acord amb la base de dades de l'IBC).

#### Xifres del govern iraquià
El govern iraquià llança les seves pròpies xifres, en general en el primer dia de cada mes. Aquestes gairebé sempre són significativament més baixes que altres estimacions i fins i tot sovint es contradiuen amb els informes de premsa, la qual cosa porta a un aparent "sub registre" de les xifres de les víctimes. la majoria de les agències de notícies encara han d'informar sobre aquestes, encara que Justpolicy.org té una estimació actual basada en l'estudi Lancet amb la taxa de creixement derivat de l'Iraq Body Count.
| Any  | Mes   | Mes | Mes | Mes | Mes | Mes | Mes | Mes | Mes | Mes | Mes | Mes | Total |
| Any  | Gen   | Feb | Mar | Abr | Mai | Jun | Jul | Ago | Set | Oct | Nov | Des | Total |
| ---- | ----- | --- | --- | --- | --- | --- | --- | --- | --- | --- | --- | --- | ----- |
| 2011 |       |     |     |     |     |     |     |     |     |     |     | 155 | 155   |
| 2012 | 151   | 150 | 112 | 126 | 132 | 131 | 325 | 164 | 365 | 144 | 166 | 208 | 2.174 |
| 2013 | 177   | 136 | 163 | 205 | 630 | 240 | 921 | 356 | 885 | 964 | 948 | 897 | 6.522 |
| 2014 | 1.013 |     |     |     |     |     |     |     |     |     |     |     | 1.013 |

El govern iraquià també compila el nombre de ferits d'aquestes tres categories, així com el nombre d'insurgents morts i capturats. Des de principis de desembre del 2011 fins a finals de gener del 2014, almenys 16.580 iraquians han resultat ferits d'acord amb aquests informes, inclosos 2.439 policies i 1.997 membres de l'exèrcit iraquià. Durant el mateix període, 1.108 insurgents van morir, mentre que un total de 3.962 sospitosos van ser detinguts.
Un recompte actualitzat de totes les figures es pot trobar a Google Docs, cortesia de l'Agence France-Presse. Les xifres inclouen a civils, així com membres de l'exèrcit iraquià i les forces policials.

### Mes per mes

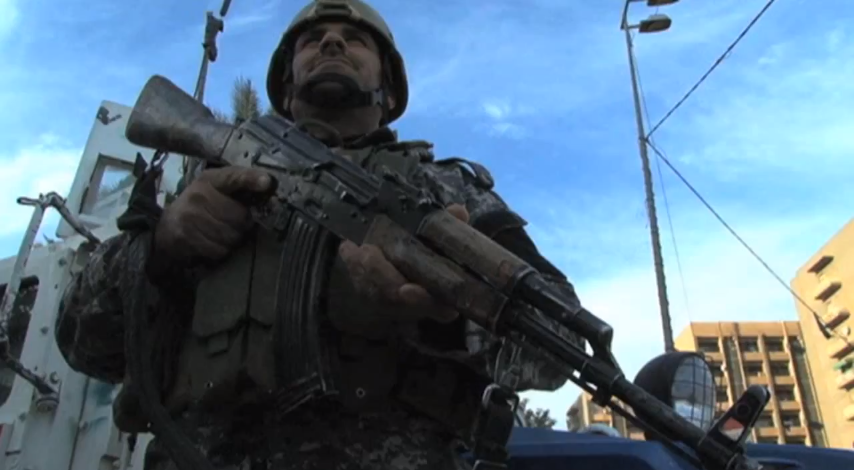
Soldat iraquià fent guàrdia a Bagdad, el 26 de desembre de 2011.

- En aquesta secció s'inclou tant l'AFP i les esimacions del govern iraquià, i com a tal, està pensat com un complement de les taules anteriors.

Diverses dotzenes de persones van morir dins dels primers dies després de la retirada dels Estats Units el 18 de desembre del 2011. Almenys 337 morts van ser causades per l'onada de violència durant el període del 20 al 26 de desembre. Al voltant de 200 persones van morir al gener. D'acord amb el canal Al-Arabiya reclamant víctimes mortals d'almenys 151 persones. El nombre de morts iraquianes segons l'IBC va ser de 451 al gener, incloent als ferits. Al febrer, la xifra de morts a l'Iraq va arribar a 278 segons l'IBC. 74 persones van morir entre l'1 i el 8 de març, segons l'IBC i un total de 112 van morir a l'Iraq al març, d'acord amb xifres del govern. Almenys 126 iraquians van morir a l'abril, mentre que 132 van morir en la violència sectària al maig del 2012. Almenys 237 persones van morir durant el mes, amb un addicional de 603 persones que van resultar ferides. El juliol del 2012 va ser el mes més mortífer a l'Iraq des de l'agost del 2010, amb 235 morts; sent 241 civils, 40 policies, i 44 soldats. El mes també va sofrir amb 697 persones sent ferides per violència; 480 civils, 122 policies i 95 soldats. L'alça en la violència va ser relacionada amb els insurgents sunnites tractant de combatre el govern d'inclinació xiïta. D'acord amb les xifres del govern, almenys 164 iraquians van ser assassinats durant l'agost del 2012 - 90 civils, 39 soldats i 35 policies, mentre altres 260 van resultar ferits. El setembre va ser particularment un mes violent, amb els reporters del govern reportant almenys 365 morts (182 civils, 95 soldats i 88 policies) i 683 persones ferides (453 civils, 120 soldats i 110 policies). les xifres de fatalitats del govern van mostrar que per al mes d'octubre un total de 144 persones van ser assassinades (88 civils, 92 policies i 62 soldats). Almenys 166 persones van ser assassinades a tot l'Iraq al novembre de 2012 d'acord amb les xifres del govern, i 208 van morir al desembre, incloent a 55 policies i 28 soldats. Durant el gener del 2013, almenys 246 persones van ser assassinades a tot el país (entre ells 30 policies i 18 soldats), mentre que altres 735 van ser ferides. Les xifres del govern es van mantenir baixes al febrer del 2013, amb un total de 136 persones assassinades (88 civils, 22 soldats i 26 oficials de policia) i 228 ferits. Va haver-hi un lleuger increment al març, quan, d'acord amb les fonts del govern, 163 van resultar assassinats i 256 ferits a nivell nacional, encara que els oficials a Bagdad van dir que aquestes xifres no inclouen les xifres a les regions de Kurda. D'acord amb xifres donades a conèixer per la Missió d'Assistència de les Nacions Unides per a l'Iraq (UNAMI per les seves sigles en anglès) l'abril del 2013 fou el mes més mortífer a l'Iraq en més de cinc anys, amb un total de 712 persones que van morir i 1.633 van resultar ferides en actes de terrorisme i violència. Les condicions van continuar deteriorant-se al maig, quan la UNAMI va informar d'un total de 1.045 iraquians que van morir i altres 2.397 resultant ferits en actes de terrorisme i violència, sent aquest un dels mesos més mortals en la història de l'Iraq. Les xifres inclouen a 963 civils i 181 policies morts, mentre que 2.191 civils i 359 policies van resultar també ferits. Un addicional de 82 membres de les forces de seguretat iraquianes van morir i 206 més van resultar ferits.

### Altres recerques
Nacions Unides manté les seves pròpies estadístiques sobre víctimes, i d'acord amb els seus informes, fins al final de juny, 2.101 iraquians havien mort en atacs violents el 2012, comparat amb els 1.832 de la primera meitat del 2011.